# Sekretariatet för Kinas kommunistiska parti
Kinas kommunistiska partis centralsekretariat , officiellt Sekretariatet för Kinas kommunistiska partis centralkommitté, är ett organ som lyder under Kinas kommunistiska partis politbyrå och dess ständiga kommitté. Sekretariatet är huvudsakligen ansvarigt för att utföra rutinarbeten av politbyrån och samordning av organisationer och intressenter för att utföra uppgifter som fastställts av politbyrån. Den har befogenhet av politbyrån att fatta rutinmässiga dagliga beslut i frågor av intresse i enlighet med politbyråns beslut, men den måste samråda med politbyrån i sakfrågor.
Sekretariatet upprättades i januari 1934. Den leds nominellt av generalsekreteraren, även om den tjänstgörande "generalsekreteraren" inte alltid erhöll ämbetet som partiledare. Sekreteraren för sekretariatet (Shujichu Shuji) anses vara en av de viktigaste politiska positionerna i kommunistpartiet och i det samtida Kina mer generellt. Varje sekreterare i sekretariatet är i allmänhet ansvarig för en av de större partiavdelningarna direkt under centralkommitténs jurisdiktion. Enligt protokoll rankas dess medlemmar över vice ordförandena för Nationella folkkongressen samt statsråd. Generalsekreteraren leder sekretariatets arbete.

## Historia
Centralkommitténs sekretariat bildades i januari 1934 vid den 5:e plenarsessionen för Kinas kommunistiska partis 6:e nationella kongress, som hölls i Shanghai.  Den 20 mars 1943 beslutade politbyrån, i ett gemensamt beslut, att sekretariatet ska ansvara för att utföra politbyråns arbete enligt den allmänna policyram som fastställts av politbyrån, och att den tillkommer befogenhet att fatta beslut inom denna allmänna ram.
1956 införde partiet posten som "generalsekreterare" för att leda dess sekretariat. Positionen är inte den främste ledaren i partiet, som vid den tiden var "Centralkommitténs ordförande". Snarare var generalsekreteraren ansvarig för att utföra det dagliga arbetet för politbyrån i Kinas kommunistiska parti. Dess konstituerande generalsekreterare var Deng Xiaoping, med framstående politiska personer som Peng Zhen och Tan Zhenlin som sekreterare.
Under kulturrevolutionen upphörde tjänsten som generalsekreterare liksom själva sekretariatet helt att fungera. Från och med den nionde partikongressen nämnde partidokumenten inget om sekretariatet. Organet återinfördes efter kulturrevolutionen i februari 1980, med Hu Yaobang som besatte positionen som först rankad sekreterare, vilket motsvarar den position som tidigare kallades "Generalsekreteraren". Sedan dess återinförande har sekretariatets sammansättning varierat mellan 6 och 12 ledamöter. Wan Li, Hu Qili, Hu Jintao, Zeng Qinghong, Xi Jinping och Liu Yunshan har alla successivt haft befattningen som sekretariatets första rankade sekreterare.
Sekretariatets sekreterare rankas högt i prioritetsordningen bland "parti- och statsledare". Sekreterarna rankas under politbyrån, men rankas över vice ordförandena i nationella folkkongressens ständiga kommitté.